# 써클 (2003년 영화)
"써클"은 2003년에 개봉한 대한민국의 영화이다.

## 캐스팅
- 강수연 : 오현주 검사 / 산흥1 역
- 정웅인 : 조명구 / 김광림 역
- 최정윤 : 손미향 / 산흥2 역
- 전노민 : 윤병두 변호사 / 태수1 역
- 윤주상 : 단연 오성필
- 한태일 : 하세가와 문화국장 역
- 이인옥 : 월백 이숙선 역
- 장두이 : 신법사 역
- 민경진 : 강수사관 역
- 유하준 : 박수사관 / 순사1 역
- 주수도 : 판사 역
- 이연주 : 미스 리 / 삼월이 역
- 윤선우 : 어린 단연 역
- 성홍일 : 최면사 역
- 유세례 : 초선 역